# Undis Blikken
Undis Blikken (7 mei 1914 - 22 januari 1992) was een schaatsster uit Noorwegen. Ze won de onofficiële wereldkampioenschappen 1934 en reed een nieuw wereldrecord op de 1500 meter.

## Resultaten

### Wereldkampioenschappen
| Jaar | Plaats    | Resultaten   |
| ---- | --------- | ------------ |
| 1933 | Oslo      | DNS Allround |
| 1934 | Oslo      | Allround     |
| 1936 | Stockholm | DNF Allround |
| 1938 | Oslo      | 5e Allround  |

De wereldkampioenschappen van 1933, 1934 (en 1935) waren onofficiële kampioenschappen.

### Wereldrecord
| Afstand    | Tijd   | Datum            | Plaats |
| ---------- | ------ | ---------------- | ------ |
| 1500 meter | 2.40,0 | 12 februari 1934 | Oslo   |

### Noorse kampioenschappen
| Jaar | Allround |
| ---- | -------- |
| 1932 | 4e       |
| 1933 | Zilver   |
| 1934 | Goud     |
| 1935 | Zilver   |
| 1936 | Goud     |
| 1938 | Goud     |
| 1940 | Zilver   |

De Noorse kampioenschap van 1932 was een onofficieel kampioenschap.

## Persoonlijke records
| Afstand    | Tijd    | Datum            | Baan      |
| ---------- | ------- | ---------------- | --------- |
| 500 meter  | 50,60   | 11 februari 1934 | Oslo      |
| 1000 meter | 1.44,40 | 9 februari 1938  | Oslo      |
| 1500 meter | 2.40,00 | 11 februari 1934 | Oslo      |
| 3000 meter | 5.54,70 | 30 januari 1934  | Trondheim |
| 5000 meter | 9.53,10 | 9 februari 1938  | Oslo      |